# 崔岷植
崔岷植（1962年5月30日—），韩国男演员。

## 演出作品

### 電影
- 1992年：《我們扭曲的英雄》
- 1997年：《No. 3》
- 1998年：《死不張揚的離奇命案》
- 1999年：《生死諜變》飾演 朴武影
- 1999年：《快樂到死》飾演 徐旻基
- 2001年：《白蘭》飾演 李江才
- 2002年：《醉畫仙》飾演 張承業
- 2003年：《原罪犯》飾演 吳大秀
- 2004年：飾演 人民軍隊長
- 2004年：《當春天來到》飾演 賢宇
- 2005年：《哭泣的拳頭》飾演 姜泰植
- 2005年：《親切的金子》飾演 白先生
- 2009年：《風停留的地方，喜馬拉雅》
- 2010年：《看見魔鬼》飾演 張慶哲
- 2012年：《與犯罪的戰爭：壞家伙的全盛時代》飾演 崔益賢
- 2013年：《新世界》飾演 姜科長
- 2013年：《結束與開始》（客串）
- 2014年：飾演 張先生
- 2014年：《鳴梁》飾演 李舜臣
- 2015年：《大虎:獸獵傳奇（朝鲜语：대호）》飾演 千滿德
- 2017年：《超級市長》飾演 卞鐘九
- 2017年：《沉默的目擊者》飾演 林泰山
- 2019年：《鳳梧洞戰役》飾演 洪範道（特別出演）
- 2019年：《天文：問天（朝鲜语：천문: 하늘에 묻는다）》飾演 蔣英實
- 2021年：《天堂盜路》飾演 囚犯203
- 2022年：《奇怪的數學家》飾演 李學成
- 2024年：《破墓》饰演 金尚德

### 電視劇
- 1989年：KBS《野望的歲月》
- 1994年：MBC《漢城之月》
- 1995年：MBC《第四共和國》饰演 金大中
- 1995年：SBS《期待重逢》
- 1996年：MBC《他們的擁抱》
- 1997年：SBS《Miss&MR.》
- 1997年：MBC《愛情與離別》
- 2022年：Disney+
- 待定：Netflix《末排的少年》飾演

## 獎項紀錄
| 年份   | 頒獎典禮                     | 獎項                          | 作品                               | 結果 |
| ------ | ---------------------------- | ----------------------------- | ---------------------------------- | ---- |
| 1990   | KBS演技大獎                  | 最佳新人獎                    | 《野望的歲月》                     | 獲獎 |
| 1992   | 第13屆青龍電影獎             | 最佳男配角                    | 《我們扭曲的英雄》                 | 提名 |
| 1993   | 第31屆大鐘獎                 | 最佳男配角                    | 《我們扭曲的英雄》                 | 提名 |
| 1993   | 第38屆亞太影展               | 最佳男配角                    | 《我們扭曲的英雄》                 | 獲獎 |
| 1994   | MBC演技大獎                  | 男子最優秀演技獎              | 《漢城之月》                       | 提名 |
| 1997   | 第21屆Seoul Theater Festival | 最佳男演員                    | 《Miss&MR.》                       | 獲獎 |
| 1997   | 第35屆大鐘獎                 | 最佳男配角                    | 《No. 3》                          | 提名 |
| 1999   | 第22屆黃金攝影獎             | 最佳男主角                    | 《生死諜變》                       | 獲獎 |
| 1999   | 第22屆黃金攝影獎             | 最受歡迎男主角                | 《生死諜變》                       | 獲獎 |
| 1999   | 第35屆百想藝術大獎           | 電影部門 男子最優秀演技獎     | 《生死諜變》                       | 獲獎 |
| 1999   | 第36屆大鐘獎                 | 最佳男主角                    | 《生死諜變》                       | 獲獎 |
| 1999   | 第20屆青龍電影獎             | 最佳男主角                    | 《生死諜變》                       | 提名 |
| 1999   | 第2届导演选择奖              | 年度男子演技獎                | 《快樂到死》                       | 獲獎 |
| 2000   | 第45屆亞太影展               | 最佳男主角                    | 《快樂到死》                       | 獲獎 |
| 2001   | 第2屆釜山電影評論家協會      | 最佳男主角                    | 《白蘭》                           | 獲獎 |
| 2001   | 第22屆青龍電影獎             | 最佳男主角                    | 《白蘭》                           | 獲獎 |
| 2001   | 第22屆韓國電影評論家協會獎   | 最佳男主角                    | 《白蘭》                           | 獲獎 |
| 2001   | 第4届导演选择奖              | 年度男子演技獎                | 《白蘭》                           | 獲獎 |
| 2002   | 第38屆百想藝術大獎           | 電影部門 男子最優秀演技獎     | 《白蘭》                           | 提名 |
| 2002   | 第39屆大鐘獎                 | 最佳男主角                    | 《白蘭》                           | 提名 |
| 2002   | 第4屆多維爾亞洲電影節        | 最佳男演員                    | 《白蘭》                           | 獲獎 |
| 2002   | 第23屆青龍電影獎             | 最佳男主角                    | 《醉畫仙》                         | 提名 |
| 2003   | 第24屆青龍電影獎             | 最佳男主角                    | 《原罪犯》                         | 獲獎 |
| 2004   | 第40屆百想藝術大獎           | 電影部門 男子最優秀演技獎     | 《原罪犯》                         | 獲獎 |
| 2004   | 第41屆大鐘獎                 | 最佳男主角                    | 《原罪犯》                         | 獲獎 |
| 2004   | 第12屆春史電影獎             | 最佳男主角                    | 《原罪犯》                         | 獲獎 |
| 2004   | 第24屆韩国电影评论家协会奖   | 最佳男主角                    | 《原罪犯》                         | 獲獎 |
| 2004   | 第1屆Max Movie Awards        | 最佳男主角                    | 《原罪犯》                         | 獲獎 |
| 2004   | 第49屆亞太影展               | 最佳男主角                    | 《原罪犯》                         | 獲獎 |
| 2004   | 第7屆導演選擇獎              | 年度男子演技獎                | 《原罪犯》                         | 獲獎 |
| 2004   | 第1屆韓國大學生電影節        | 最佳男主角                    | 《原罪犯》                         | 獲獎 |
| 2004   | 第3屆韓國電影大獎            | 最佳男主角                    | 《原罪犯》                         | 獲獎 |
| 2004   | 第3屆韓國電影大獎            | 最佳男主角                    | 《當春天來到》                     | 提名 |
| 2004   | 第25屆青龍電影獎             | 最佳男主角                    | 《當春天來到》                     | 提名 |
| 2005   | 第8屆加拿大奇幻電影節        | 最佳男主角                    | 《哭泣的拳頭》                     | 獲獎 |
| 2005   | 第5屆韓國世界青年電影節      | 最喜愛男演員                  | 《哭泣的拳頭》                     | 獲獎 |
| 2010   | 第13屆導演選擇獎             | 年度男子演技獎                | 《看見魔鬼》                       | 獲獎 |
| 2010   | 第8屆韓國電影大獎            | 最佳男主角                    | 《看見魔鬼》                       | 提名 |
| 2010   | 第47屆大鐘獎                 | 最佳男主角                    | 《看見魔鬼》                       | 提名 |
| 2011   | 第6屆尖叫獎                  | 最佳反派                      | 《看見魔鬼》                       | 提名 |
| 2012   | 第48屆百想藝術大獎           | 電影部門 男子最優秀演技獎     | 《與犯罪的戰爭：壞傢伙的全盛時代》 | 提名 |
| 2012   | 第21屆釜日電影獎             | 最佳男主角                    | 《與犯罪的戰爭：壞傢伙的全盛時代》 | 獲獎 |
| 2012   | 第6屆亞洲太平洋電影獎        | 最佳男演員                    | 《與犯罪的戰爭：壞傢伙的全盛時代》 | 獲獎 |
| 2012   | 第49屆大鐘獎                 | 最佳男主角                    | 《與犯罪的戰爭：壞傢伙的全盛時代》 | 提名 |
| 2012   | 第33屆青龍電影獎             | 最佳男主角                    | 《與犯罪的戰爭：壞傢伙的全盛時代》 | 獲獎 |
| 2013   | 第4屆大韓民國電影大獎        | 最佳男主角                    | 《與犯罪的戰爭：壞傢伙的全盛時代》 | 獲獎 |
| 2013   | 第7屆亞洲電影大獎            | 最佳男主角                    | 《與犯罪的戰爭：壞傢伙的全盛時代》 | 提名 |
| 2013   | 第7屆亞洲電影大獎            | 最受歡迎男主角                | 《與犯罪的戰爭：壞傢伙的全盛時代》 | 提名 |
| 2014   | 第23屆釜日電影獎             | 最佳男主角                    | 《鳴梁》                           | 提名 |
| 2014   | 第34屆韓國電影評論家協會獎   | 最佳男主角                    | 《鳴梁》                           | 獲獎 |
| 2014   | 第51屆大鐘獎                 | 最佳男主角                    | 《鳴梁》                           | 獲獎 |
| 2014   | 第35屆青龍電影獎             | 最佳男主角                    | 《鳴梁》                           | 提名 |
| 2014   | 第3屆韓國電影演員協會獎      | 最佳男主角                    | 《鳴梁》                           | 獲獎 |
| 2015   | 第6屆大韓民國電影大獎        | 最佳男主角                    | 《鳴梁》                           | 獲獎 |
| 2015   | 第10屆Max Movie Awards       | 最佳男主角                    | 《鳴梁》                           | 獲獎 |
| 2015   | 第20屆春史電影獎             | 最佳男主角                    | 《鳴梁》                           | 提名 |
| 2015   | 第9屆亞洲電影大獎            | 最佳男主角                    | 《鳴梁》                           | 提名 |
| 2015   | 第51屆百想藝術大獎           | 電影部門 大獎                 | 《鳴梁》                           | 獲獎 |
| 2015   | 第51屆百想藝術大獎           | 電影部門 男子最優秀演技獎     | 《鳴梁》                           | 提名 |
| 2016   | 第21屆春史電影獎             | 最佳男主角                    | 《大虎:獸獵傳奇》                  | 提名 |
| 2016   | 第53屆大鐘獎                 | 最佳男主角                    | 《大虎:獸獵傳奇》                  | 提名 |
| 2017   | 第6屆韓國電影演員協會獎      | 最高榮譽賞                    | 《特別市民》                       | 獲獎 |
| 2022   | 第58屆百想藝術大獎           | 電影部門 男子最優秀演技獎     | 《奇怪的數學家》                   | 提名 |
| 2023   | 第59屆百想藝術大獎           | 電視部門 男子最優秀演技獎     | 《地下菁英》                       | 提名 |
| 2023   | 第2屆青龍系列大獎            | 最佳男主角                    | 《地下菁英》                       | 提名 |
| 2023   | 第59屆大鐘賞                 | 系列節目部門 最佳男演員       | 《地下菁英》                       | 獲獎 |
| 2023   | Fundex Awards                | 韓劇演員部門 網劇男子最優秀獎 | 《地下菁英》                       | 獲獎 |
| 2023   | APAN Star Awards             | 中篇劇部門 男子最優秀演技獎   | 《地下菁英》                       | 提名 |
| 2024年 | 第60屆百想藝術大獎           | 男子最優秀演技獎              | 《破墓》                           | 提名 |
| 2024年 | 第45屆青龍電影獎             | 最佳男主角                    | 《破墓》                           | 提名 |
| 2024年 | 第25届釜山电影评论家协会奖   | 最佳男演员                    | 《破墓》                           | 獲獎 |